# Cusae
| A39 | O49 |

| A39 | O49 |

| A38 | O49 |

| A38 | O49 |

Cusæ, o Cuse fue el nombre helenizado de la ciudad capital del nomo XIV del Alto Egipto, cuyo nombre egipcio era Qis. Actualmente recibe el nombre árabe de El-Qusiya (القوصية). 

## Época faraónica
|  |

Diversas inscripciones atestiguan que la ciudad de nombre Qis existía desde el Imperio Antiguo, como capital del nomo y centro de culto a Hathor, a la que se adoraba bajo la forma de vaca blanca.
Se conocen dos necrópolis: Mair, al oeste de la ciudad actual, y al-Amarna Qusair sobre la ribera oriental del Nilo. Este último se usó solo en el Imperio Antiguo y por pocas personas, mientras la necrópolis de Mair se utilizó en lo Imperios Imperio Antiguo (sexta dinastía), Medio (duodécima dinastía) y en época greco-romana. 
La región situada entre Cusae y Hermópolis estaba controlada por los hicsos durante el Segundo periodo intermedio de Egipto, mediante de fieles vasallos.

## Periodo greco-romano
Durante el siglo V Cusæ fue la sede de la Legión II Flavia Constantia.

## Época posterior
Cuando Diocleciano creó la provincia Tebana, Cuse fue sede del obispado. Lequien (II, 597) menciona algunos obispos: Aquiles y Melecio, hacia el 325, y Theonas, presente en Constantinopla en el 553. 
A mediados del siglo VII cayó en manos de los musulmanes, aunque subsistió la fe cristiana. Todavía hoy los coptos son mayoritarios en la ciudad, y el monasterio Deir al-Muharraq (a 15 km de la ciudad) es un importante centro religioso y un lugar de peregrinación.

### Restos arqueológicos
- Varias tumbas de faraones de la dinastía VI y la dinastía XII.